# Chicago Sting
Chicago Sting – amerykański klub piłkarski z Chicago, w stanie Illinois. Drużyna występowała w lidze NASL (1975–84) i MISL (1982–83 i 1984–88), a jego domowymi obiektami były: Soldier Field (1975–1976), Wrigley Field (1977–1984) i Comiskey Park (1980–1985), a obiektami domowymi halowego zespołu były: Chicago Stadium (1980–1988) i Rosemont Horizon (1984–1988). Zespół istniał w latach 1974–1988.

## Historia
Klub został założony w 1974 roku przez Lee Sterna, który starał się o to, by liga NASL była jedną z najważniejszych lig sportowych w Chicago. Wkrótce Lee Stern wybrał pierwszego trenera w historii klubu - Billa Foulksa, byłego obrońcy Manchesteru United.
Bill Foulkes zbudował zespół składający się w większości z brytyjskich piłkarzy (10 w sezonie 1975, 11 w sezonie 1976 i 1977), w tym Gordona Hilla – piłkarza Manchesteru United, 6-krotnego reprezentanta Anglii. W pierwszym sezonie na mecze zespołu przychodziło średnio 4,330 widzów, choć blisko 14,000 widzów oglądało mecz towarzyski swojej drużyny z reprezentacji Polski (skład z Mundialu 1974 (0:1) dnia 3 lipca 1975 roku.
W sezonie 1976 do zespołu dołączyli: polski napastnik Janusz Kowalik – król strzelców NASL w sezonie 1968 w barwach Chicago Mustangs oraz Brytyjczycy (John James (z Tranmere Rovers), John Lowey (z młodzieżówki Manchesteru United), Lammie Robertson (z Exeter City) i Alan Waldron (Bolton Wanderers i Blackpool F.C.).
Przełomowym sezonem Chicago Sting okazał się sezon 1981, w którym zespół zdobył mistrzostwo ligi oraz mistrzostwo sezonu zasadniczego, a halowa drużyna Chicago Sting zdobyła wicemistrzostwo halowej ligi NASL oraz mistrzostwo sezonu zasadniczego, a Karl-Heinz Granitza z 42 golami został królem strzelców tych rozgrywek. Drugie mistrzostwo ligi NASL drużyna zdobyła w sezonie 1984 - ostatnim sezonie ligi NASL.
Po upadku ligi NASL w 1984 roku drużyna Chicago Sting występowała już tylko wyłącznie w halowych rozgrywkach MISL. Podczas sezonu 1987/1988 klub zmagał się z problemami finansowymi, a właściciele klubu rozważali możliwość przeniesienia siedziby do Denver.
Kilka tygodni po zakończeniu rozgrywek MISL właściciel klubu Lee Stern ogłosił wycofanie Chicago Sting z ligi, powołując się na niską frekwencję na ich meczach, problemy ze znalezieniem inwestorów i obawy, że liga była na skraju załamania. Jeszcze tego samego tygodnia FIFA przyznała Stanom Zjednoczonym prawo organizacji Mundialu 1994, wtedy Lee Stern stwierdził: "Piłka nożna wróci. Wraz ze zbliżającym się do kraju Mundialem, odsetki będą wysokie. Sting będzie w jakiś sposób zaangażowane w organizację tej imprezy". Wkrótce klub został rozwiązany.

## Osiągnięcia
| - Mistrz NASL: 1981, 1984 - Mistrz sezonu zasadniczego: 1981 - Halowy wicemistrz NASL: 1981 - Mistrz sezonu zasadniczego: 1981 Król strzelców Halowego NASL - Karl-Heinz Granitza - 1981 Trener Roku NASL - Willy Roy - 1981 Odkrycie Sezonu NASL - Kyle Rote Jr. - 1973 - Steve Pecher - 1976 MVP Meczu Gwiazd - 1984: Karl-Heinz Granitza Jedenastka Sezonu NASL - 1975: Gordon Hill - 1979: Bruce Wilson - 1980: Phil Parkes - 1981: Frantz Mathieu, Arno Steffenhagen - 1982: Arno Steffenhagen - 1983: Pato Margetic - 1984: Karl-Heinz Granitza Jedenastka Sezonu Halowego NASL - 1982: Karl-Heinz Granitza - 1984: Karl-Heinz Granitza, Victor Nogueira |  | Jedenastka Sezonu MISL - 1985: Karl-Heinz Granitza Jedenastka Dublerów NASL - 1978: Bruce Wilson - 1979: Karl-Heinz Granitza, Arno Steffenhagen - 1980: Karl-Heinz Granitza - 1981: Karl-Heinz Granitza - 1982: Karl-Heinz Granitza, Pato Margetic - 1983: Ricardo Alonso, Cho Young-jeung, Karl-Heinz Granitza - 1984: Pato Margetic Wyróżnienia NASL - 1977: Willie Morgan - 1978: Karl-Heinz Granitza, Jorgen Kristensen - 1979: Jorgen Kristensen - 1980: Frantz Mathieu - 1981: Dave Huson, Pato Margetic - 1983: Dave Huson Wyróżnienia MISL - 1983: Pato Margetic - 1985: Gerry Gray - 1987: Batata Jedenastka Sezonu Halowego NASL - 1975: Ilija Mitic, Mike Renshaw, Ken Cooper Członkowie Galerii Sław - Stany Zjednoczone: Rudy Getzinger, Karl-Heinz Granitza, Willy Roy, Lee Stern, Clive Toye, Bruce Wilson - Kanada: Tony Chursky, Gerry Gray, Victor Kodelja, John McGrane, Bruce Wilson - Halowa piłka nożna: Victor Nogueira |

## Sezon po sezonie
| Sezon | Liga | Bilans meczów | Sezon                                                | Playoff                | Śr. frekwencja |
| ----- | ---- | ------------- | ---------------------------------------------------- | ---------------------- | -------------- |
| 1975  | NASL | 12–10         | 2.miejsce, Dywizja Środkowa                          | Nie zakwalifikował się | 4,330          |
| 1976  | NASL | 15–9          | 1.miejsce, Dywizja Północna, Konferencja Amerykańska | Ćwierćfinał            | 5,801          |
| 1977  | NASL | 10–16         | 4.miejsce, Dywizja Północna, Konferencja Amerykańska | Nie zakwalifikował się | 5,199          |
| 1978  | NASL | 12–18         | 2.miejsce, Dywizja Środkowa, Konferencja Amerykańska | Pierwsza runda         | 4,188          |
| 1979  | NASL | 16–14         | 2.miejsce, Dywizja Środkowa, Konferencja Amerykańska | Ćwierćfinał            | 8,036          |
| 1980  | NASL | 21–11         | 1.miejsce, Dywizja Środkowa, Konferencja Amerykańska | Pierwsza runda         | 11,672         |
| 1981  | NASL | 23–9          | 1.miejsce, Dywizja Środkowa                          | Mistrz                 | 12,889         |
| 1982  | NASL | 13–19         | 4.miejsce, Dywizja Zachodnia                         | Nie zakwalifikował się | 9,377          |
| 1983  | NASL | 15–15         | 2.miejsce, Dywizja Zachodnia                         | Ćwierćfinał            | 10,937         |
| 1984  | NASL | 13–11         | 1.miejsce, Dywizja Zachodnia                         | Mistrz                 | 8,376          |

### Halowa NASL
| Sezon   | Liga        | Bilans meczów | Sezon                        | Playoff                | Śr. frekwencja |
| ------- | ----------- | ------------- | ---------------------------- | ---------------------- | -------------- |
| 1976    | Halowa NASL | 1–1           | 2.miejsce, Region Midwest    | Nie zakwalifikował się | 1,700          |
| 1980–81 | Halowa NASL | 13–5          | 1.miejsce, Dywizja Środkowa  | Finalista              | 6,164          |
| 1981–82 | Halowa NASL | 12–6          | 1.miejsce, Dywizja Środkowa  | First Round            | 13,322         |
| 1982–83 | MISL        | 28–20         | 3.miejsce, Dywizja Zachodnia | Pierwsza runda         | 9,201          |
| 1983–84 | Halowa NASL | 20–12         | 3.miejsce                    | Półfinał               | 11,974         |
| 1984–85 | MISL        | 28–20         | 2.miejsce, Dywizja Zachodnia | Pierwsza runda         | 10,628         |
| 1985–86 | MISL        | 23–25         | 6.miejsce, Dywizja Zachodnia | Nie zakwalifikował się | 7,345          |
| 1986–87 | MISL        | 23–29         | 5.miejsce, Dywizja Zachodnia | Nie zakwalifikował się | 5,879          |
| 1987–88 | MISL        | 24–32         | 5.miejsce, Dywizja Zachodnia | Nie zakwalifikował się | 5,977          |

## Trenerzy
- 1975–1977:  Bill Foulkes
- 1977–1986:  Willy Roy
- 1978:  Malcolm Musgrove
- 1986–1988:  Erich Geyer
- 1988:  Gary Hindley